# Ambalappathi

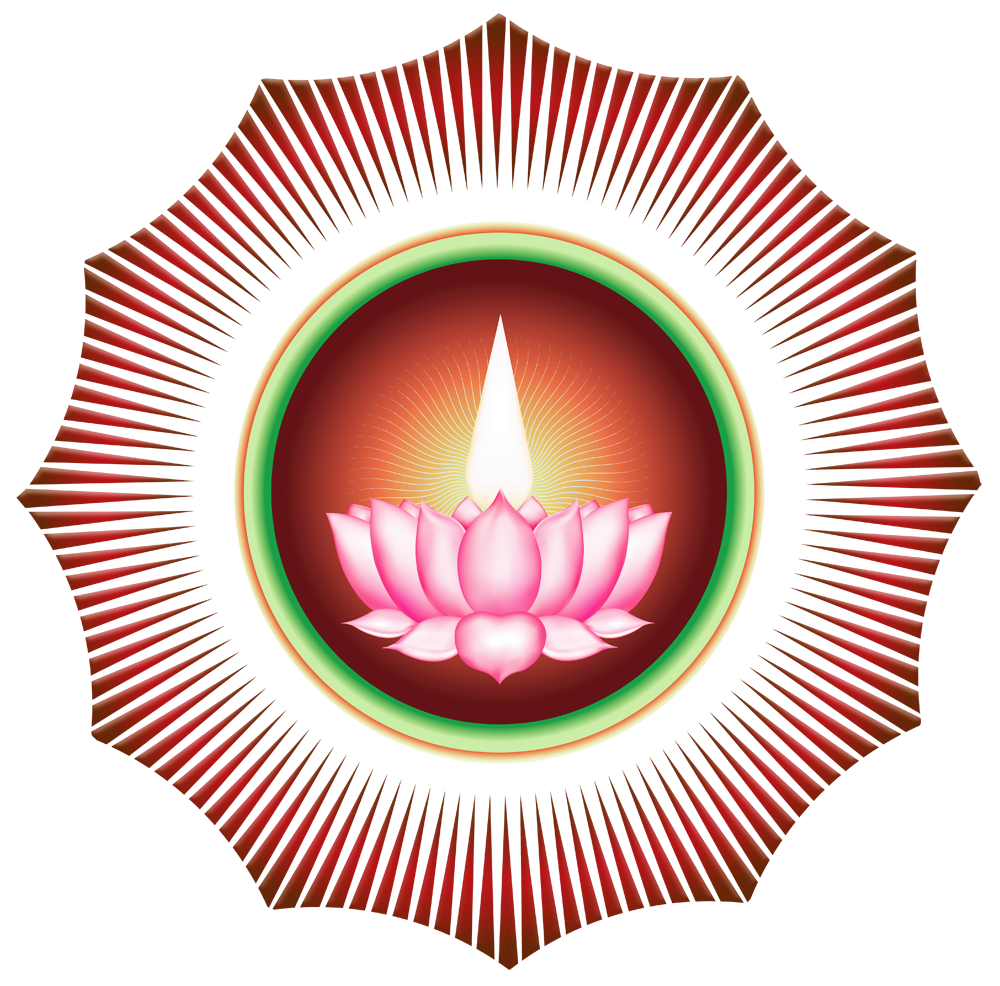
Símbolo Ayavazhi

Ambalappathi, Ambalapathi o Ambala Pathi, también conocido como pathi de Pallathu o de Moolakunda, es uno de los pathi (templos) principales de los ayyavazhi y el segundo centro de peregrinación en importancia de esta religión. Es el lugar donde Ayya Vaikundar dijo haber unificado todos los poderes en sí mismo mediante matrimonios simbólicos.
De acuerdo a las leyendas ayyavazhi, Ayya Vaikundar unificó en sí mismo seis importantes deidades femeninas del hinduismo en este lugar, como se narra en el Akilathirattu, libro sagrado de la religión, mediante vinchai, proclamaciones e instrucciones de Narayana, también conocido como Vishnú, una de las tres divinidades principales de la mitología ayyavazhi.
El pathi de Ambali se encuentra cerca de Swamithoppe. Fue construido en época de Vaikundar. Su palliyarai o sancta santorum está rodeado por un corredor interior llamado Tatuva Kottagai, por el arquitecto que lo construyó. A 50 metros de este lugar se halla el Muttirikkinaru, primer pozo donde pudieron bañarse todas las castas en el sur de la India. Junto al pozo hay un pipal y una construcción en el lugar donde se cree que Vaikundar se echó a descansar.